# Mia Hård
Olga Maria (Mia) Sofia Hård, född 18 september 1863 i Stockholm, död 24 juni 1883 på Sävsjö sanatorium, var en svensk skådespelare. 
Hon var elev vid den Kungliga Baletten 1872–1878. Hon var därefter engagerad vid Dramaten 1878–1881, vid Djurgårdsteatern 1881, vid Nya teatern i Stockholm 1881–1882, och hos Lindbergska sällskapet 1882–1883. 
Bland hennes roller fanns Susanne i »Tråkigt sällskap», Ophelia i »Hamlet», Chérubin i »Figaros bröllop», Loyse i »Griugoire», Cécile de Mornas i »Förtalet» o. Wilhelm i »Mäster Olof».